# Fuad Muzurović
Fuad Muzurović (nacido el 3 de noviembre de 1945) es un exfutbolista bosnio que se desempeñaba como defensa y entrenador.
Dirigió en equipos como el FK Sarajevo, FK Pristina, Adana Demirspor, Adanaspor, Al-Arabi y Cerezo Osaka.  Además entrenó a selecciones, la de Bosnia y Herzegovina.

## Clubes

### Como futbolista
| Club                      | País       | Año       |
| ------------------------- | ---------- | --------- |
| FK Sarajevo               | Yugoslavia | 1964-1974 |
| FK Jedinstvo Bijelo Polje | Yugoslavia | 1975      |

### Como entrenador
| Club                                        | País                 | Año       |
| ------------------------------------------- | -------------------- | --------- |
| FK Sarajevo                                 | Yugoslavia           | 1977-1981 |
| FK Pristina                                 | Yugoslavia           | 1983-1984 |
| FK Pristina                                 | Yugoslavia           | 1985-1986 |
| Adana Demirspor                             | Turquía              | 1987      |
| FK Sarajevo                                 | Yugoslavia           | 1991-1992 |
| FK Sarajevo                                 | Bosnia y Herzegovina | 1993-1996 |
| Selección de fútbol de Bosnia y Herzegovina | Bosnia y Herzegovina | 1995-1997 |
| Adanaspor                                   | Turquía              | 1998      |
| Al-Arabi                                    | Catar                | 1999      |
| FK Sarajevo                                 | Bosnia y Herzegovina | 2001-2002 |
| Cerezo Osaka                                | Japón                | 2004      |
| Selección de fútbol de Bosnia y Herzegovina | Bosnia y Herzegovina | 2006-2007 |